# Camino antiguo a Los Yungas

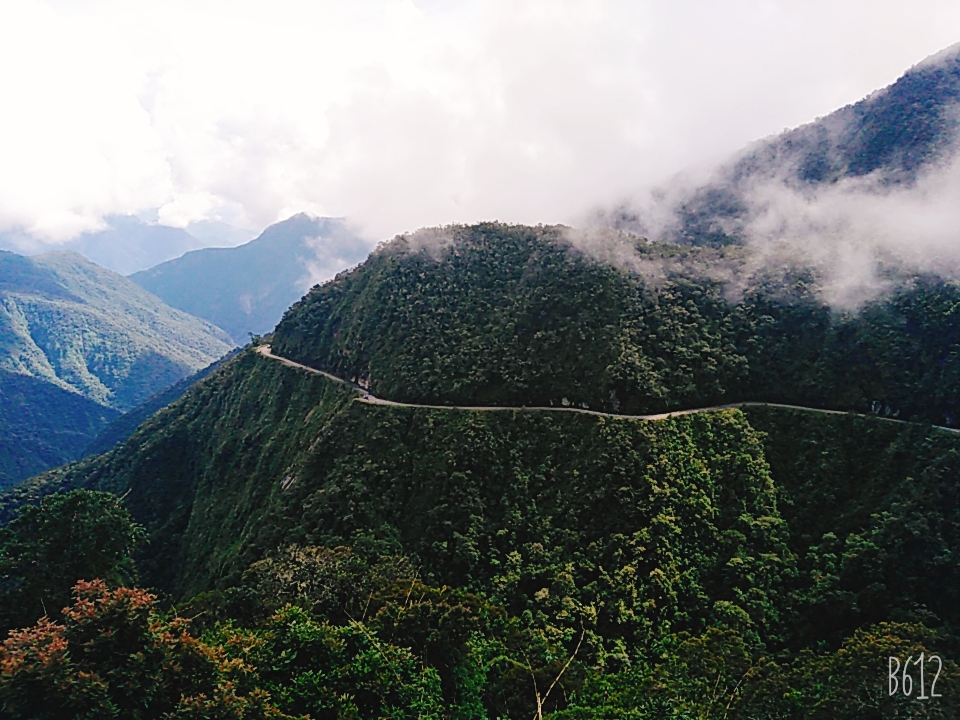
Paisaje del camino a Los Yungas, Coroico, conocido como el Camino de la Muerte (Death Road).

El Antiguo camino a los Yungas, también conocido como Camino de la Muerte, es una ruta de aproximadamente 80 km de extensión, que une la ciudad de La Paz, con el municipio de Coroico en la región de Los Yungas. Al noreste del departamento, antes de la construcción del tramo Cotapata-Santa Bárbara, esta sección de la vía fue parte de la Ruta 3 de la red vial fundamental de Bolivia, actualmente su uso es turístico o de paseo, y solo se permiten vehículos livianos como bicicletas, motocicletas, y vehículos de apoyo.
Fue célebre por su peligro extremo y el número de muertes en accidentes de tránsito al año (un promedio de 209 accidentes y 96 personas muertas al año). En 1995, el Banco Interamericano de Desarrollo lo bautizó como el camino más peligroso del mundo. Las características de la ruta lo han convertido en un destino turístico muy frecuente, diferentes programas televisivos o personalidades públicas de internet se han planteado el reto de atravesarlo.

## Historia
Parte de esta carretera fue construida con mano de obra de prisioneros paraguayos, durante la guerra del Chaco en la década de 1930. Fue parte de una de las pocas rutas que conectan la selva amazónica del norte del país, con la ciudad de La Paz.
Debido a sus pendientes pronunciadas, con un ancho de un solo carril (3 m en algunos lugares), y la falta de guardarraíles, este camino se tornaba extremadamente peligroso.
Además en la zona son habituales la lluvia y la niebla, que disminuyen notablemente la visibilidad, el piso embarrado y las piedras sueltas que caen desde las montañas.

## Características
El camino parte de La Paz, con una altitud promedio de 3600 m s. n. m., y asciende hasta «La Cumbre» a 4650 m s. n. m. Luego comienza el descenso de 3600 metros de desnivel en 64 km de recorrido. Al conducirse por este camino se debía mantener la izquierda (es el único lugar de Bolivia donde se conduce conservando la izquierda, al igual que en países como el Reino Unido o Australia), para que conductores que van a la izquierda, en caso de cruce con otro vehículo, que antiguamente sucedía frecuentemente, vean con mayor facilidad el borde del camino, que en casi todos los lugares de cruce era un abismo, llegando en la sección más extrema a 800 m en vertical.
La ley indica que el conductor que conduce subiendo la cuesta (en dirección a La Paz) tiene prioridad por sobre el que baja (en dirección a Los Yungas), por lo que el vehículo que desciende debía detenerse cuando sube otro.

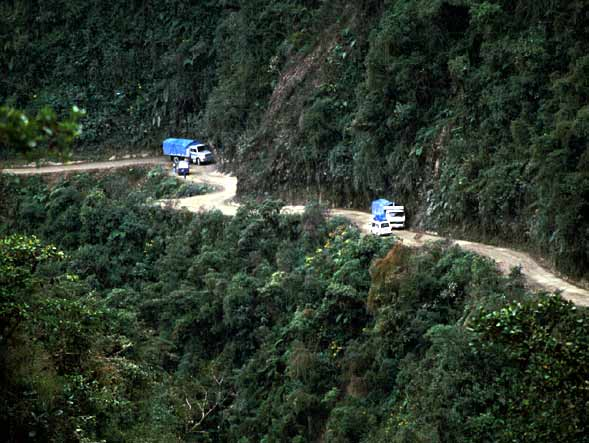
Imagen de inicios de 2000 cuando la ruta aun era transitada por todo tipo de vehículos.

La peligrosidad de la ruta estaba ligada al alto tráfico de camiones y vehículos de alto tonelaje que trasladaban productos agrícolas de la región hasta La Paz, productos provenientes del norte del departamento como cítricos,  así como pasajeros llegando desde el extremo norte del país.
El peligro que suponía esta ruta la convirtió en un destino turístico popular a partir de la década de 1990. En particular, los entusiastas de la bicicleta de montaña la utilizan por sus descensos pronunciados y la exquisitez de los paisajes, la vía permite la apreciación de la variación altitudinal del sector, con nieblas de circulación rápida, debido a la alta humedad y la riqueza de flora y fauna del área protegida Cotapata.

## Incidentes
A mediados de la década de 1990, entre 200 y 300 conductores se desviaron de la carretera y cayeron al vacío del acantilado. Una tasa de casi una muerte diaria.
En 2011 se produjeron un total de 114 accidentes (la segunda ruta con más siniestros en Bolivia después del camino entre La Paz y Oruro), con un saldo de 42 fallecidos.

## Valores escénicos y paisajísticos
Por las variaciones altitudinales y la sinuosidad de la ruta se pueden observar desde todos los sectores escenarios impresionantes del paisaje y del propio camino que se tiene por delante o que ya se ha atravesado. La neblina y la existencia de cataratas a lo largo de la ruta suman a la belleza del sector.

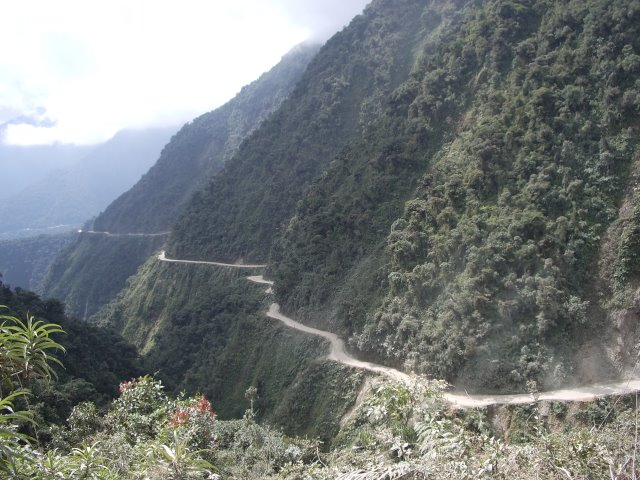
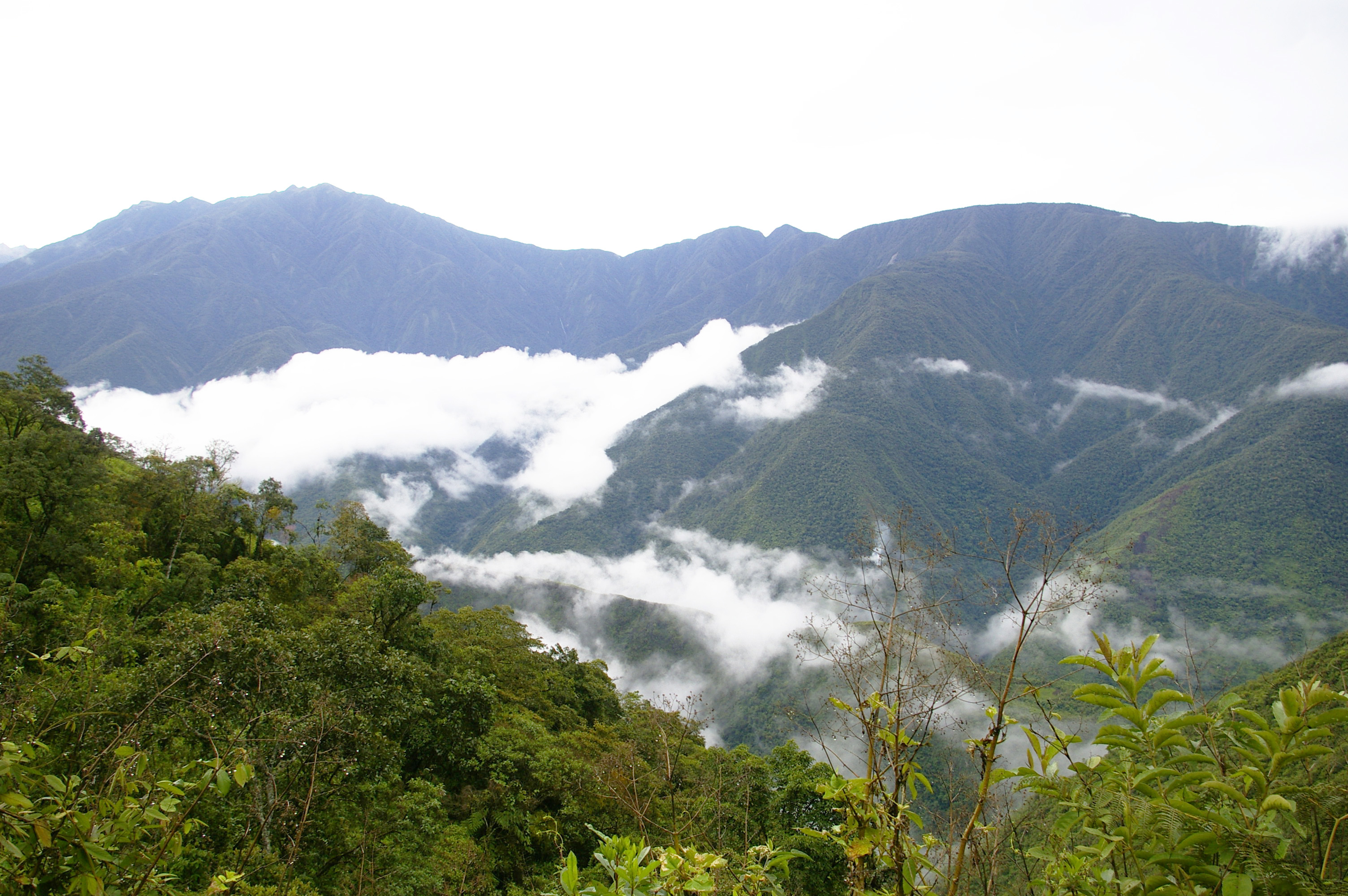
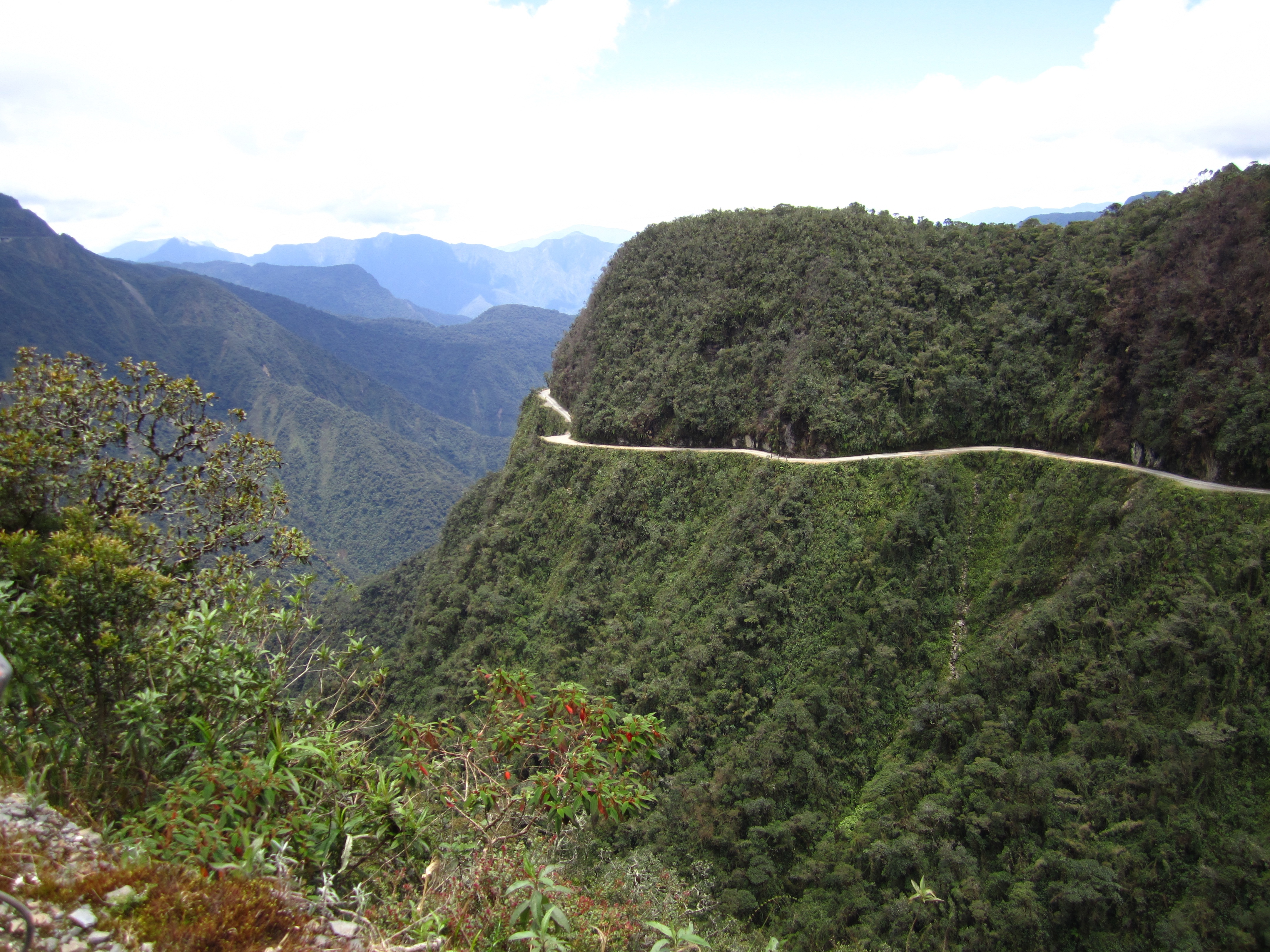
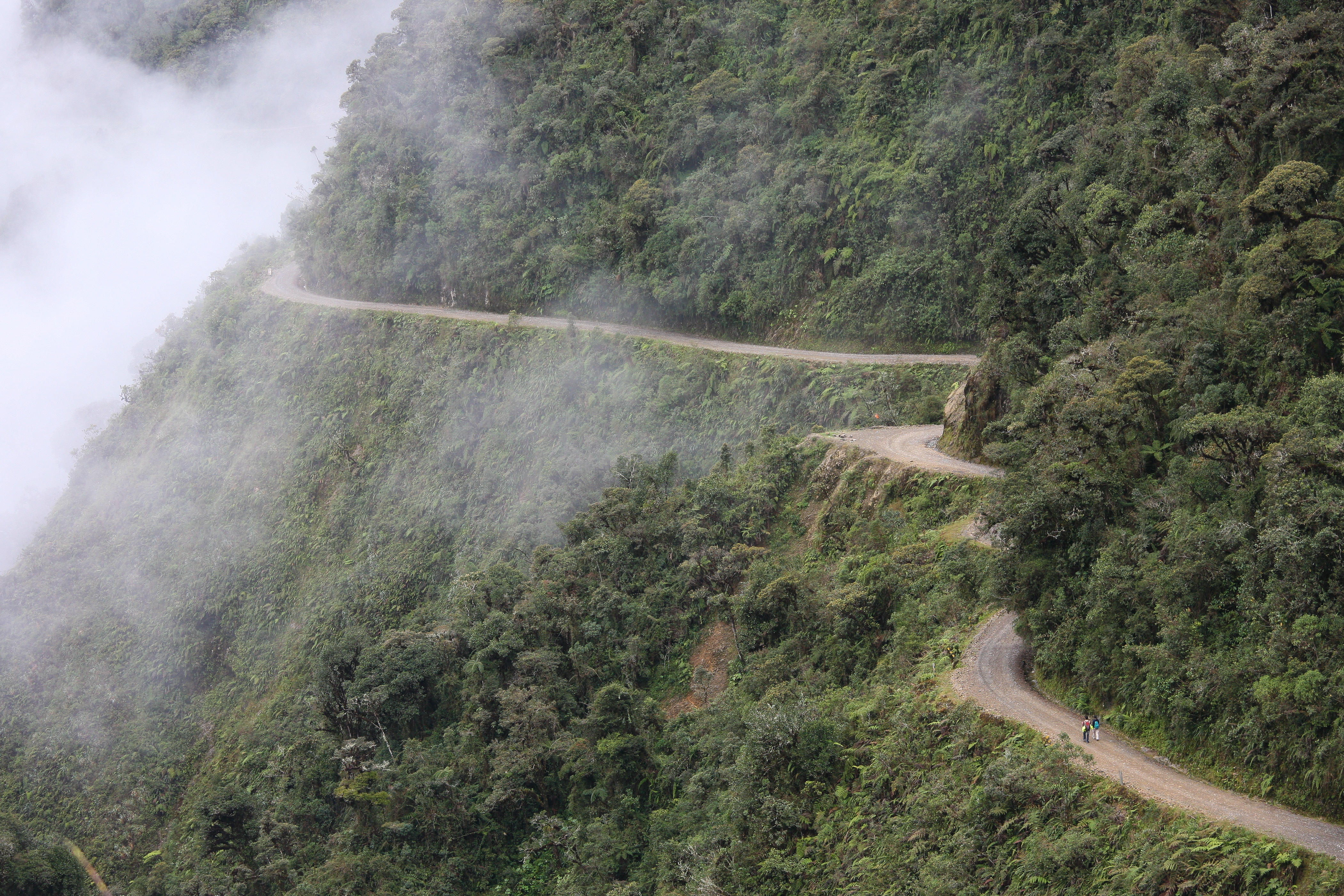
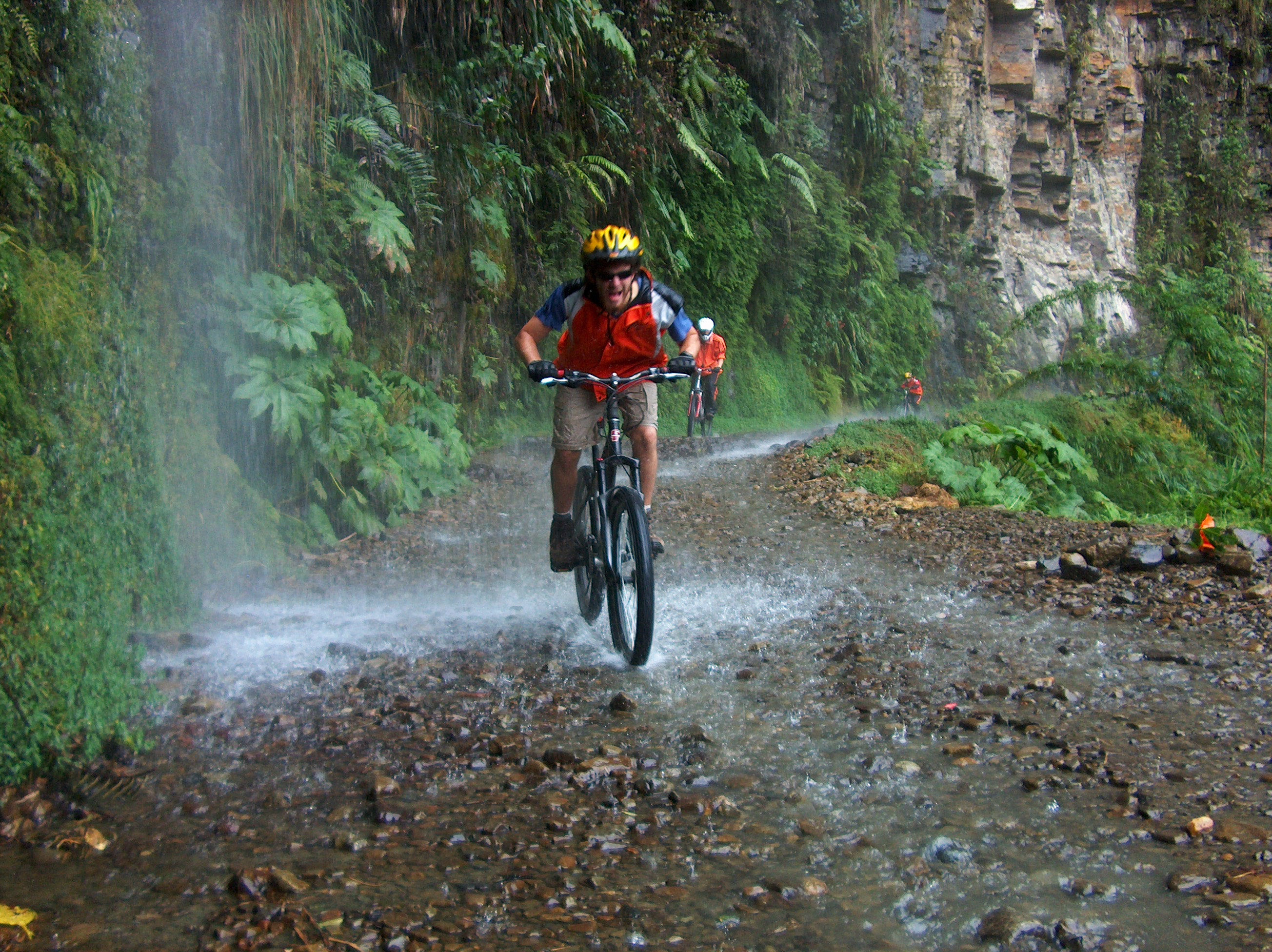
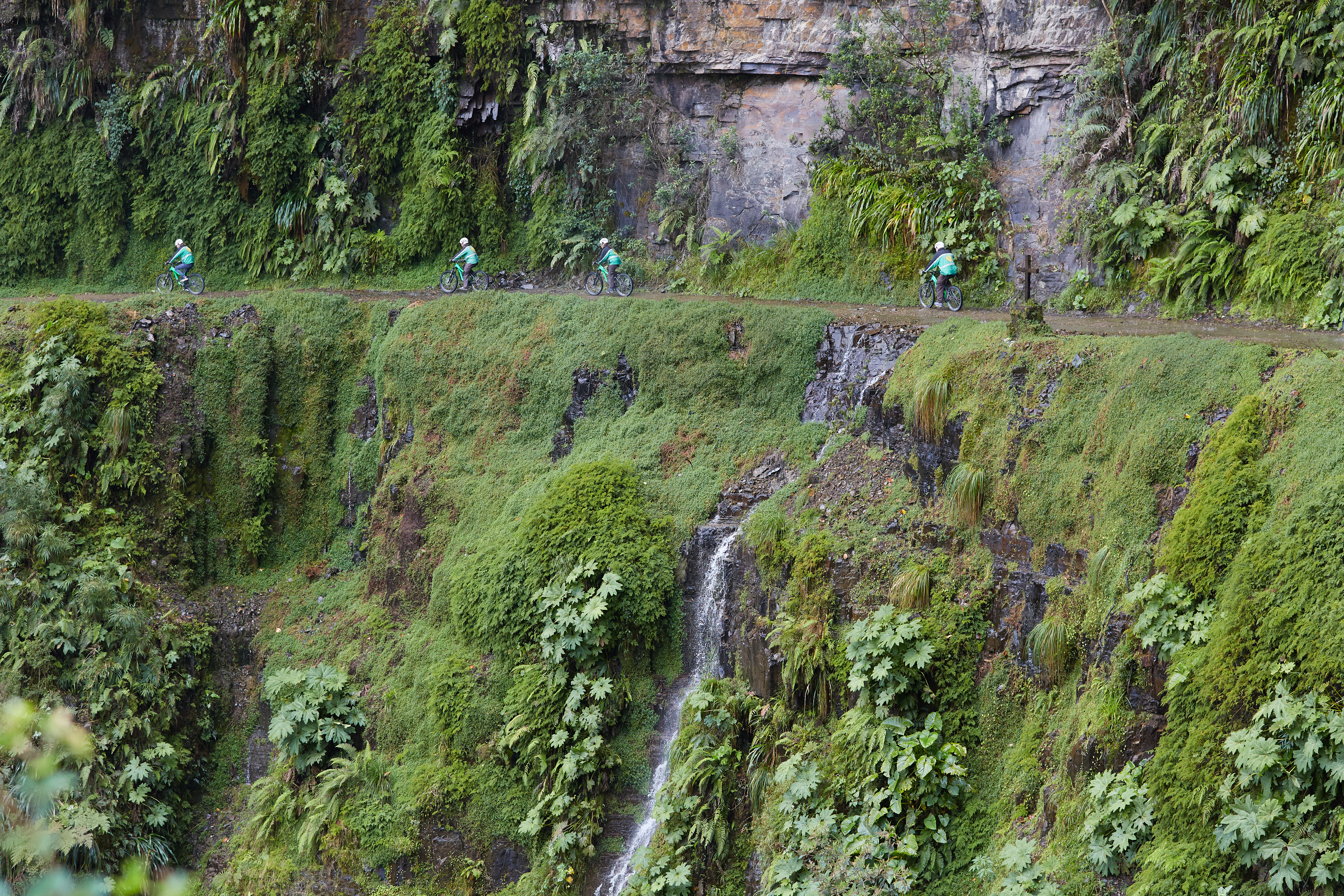
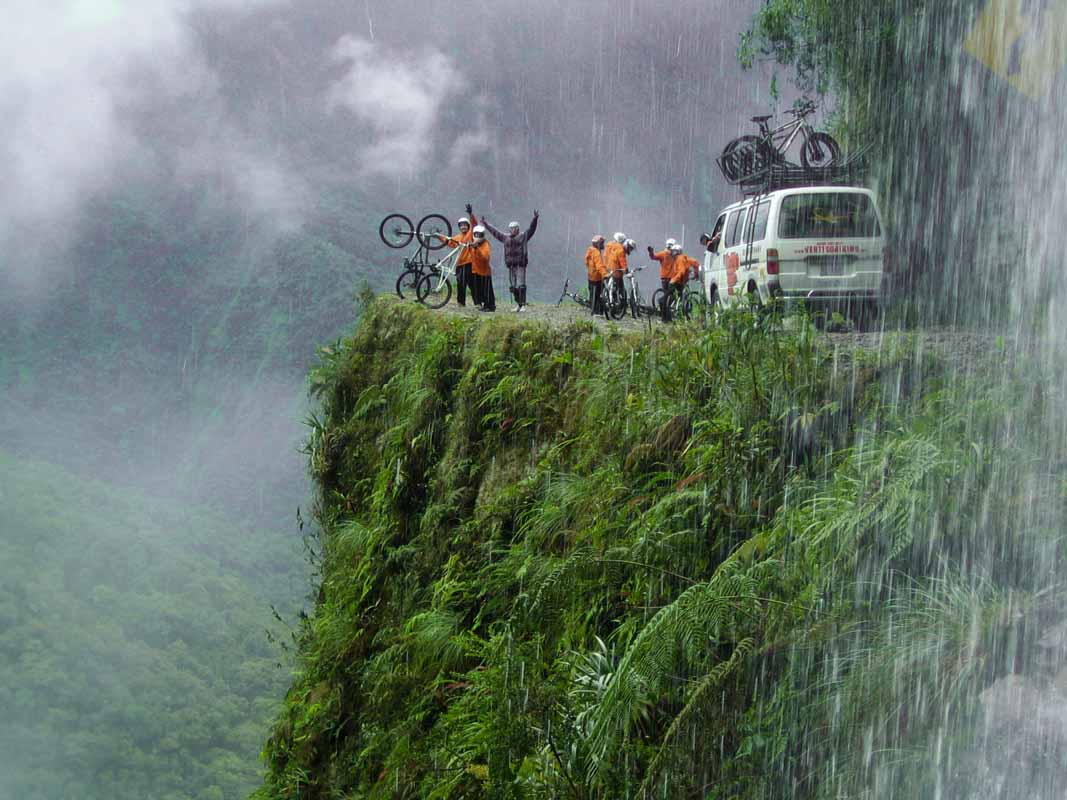
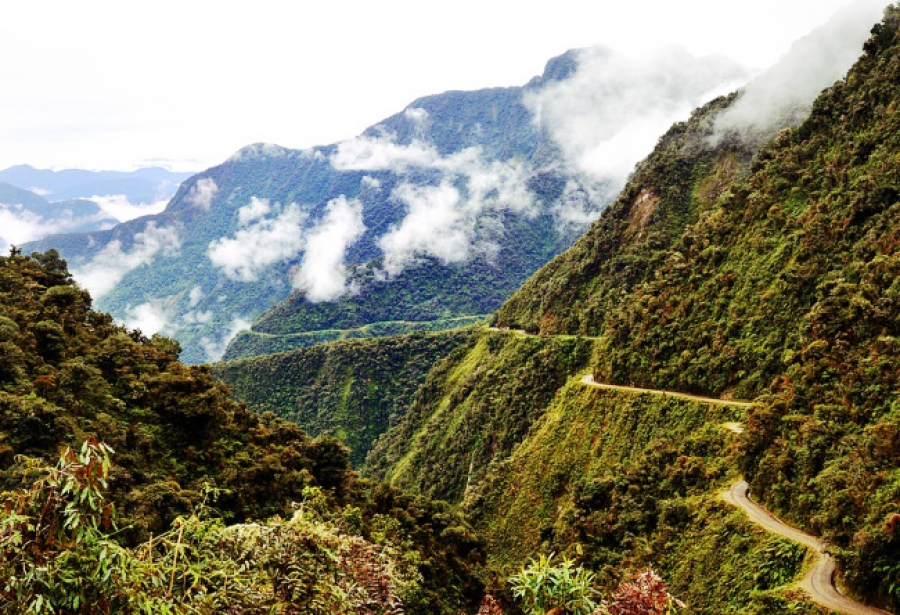